# Proctor (Minnesota)
Pour les articles homonymes, voir Proctor.
Proctor est une municipalité américaine située dans le comté de Saint Louis au Minnesota.

## Géographie
La municipalité s'étend en 2010 sur une superficie de 3 milles carrés (7,77 km2).

## Histoire
En 1894, la localité devient une municipalité et prend le nom de Proctorknott, en référence au représentant J. Proctor Knott et à son fameux discours, The Untold Delights of Duluth, pour s'opposer à une loi sur le développement du chemin de fer vers l'ouest. Le nom de la ville est raccourci en 1904.

## Démographie
Lors du recensement de 2010, la population de Proctor est de 3 057 habitants.